# Goryphus vulpio
Goryphus vulpio är en stekelart som först beskrevs av Tosquinet 1896.  Goryphus vulpio ingår i släktet Goryphus och familjen brokparasitsteklar. Inga underarter finns listade i Catalogue of Life.